# Ломы (Себежский район)
Ломы (Рубаны) — деревня в Себежском районе Псковской области России. Входит в состав сельского поселения Себежское.

## География
Находится на юго-западе региона, в северной части района, в лесной местности у реки Исса, разделяющая селение на два обособленных квартала (один из них — бывшая деревня Рубаны).
Уличная сеть не развита.

## История
В XIX веке земли поселений Рубонка и Ломы входили в состав Псковской губернии.
В 1941—1944 гг. местность находилась под фашистской оккупацией войсками Гитлеровской Германии.
До 1995 года деревня входила в Томсинский сельсовет. Постановлением Псковского областного Собрания депутатов от 26 января 1995 года все сельсоветы в Псковской области были переименованы в волости и деревня стала частью Томсинской волости.
Законом Псковской области от 3 июня 2010 года Томсинская волость была упразднена и путём объединения с Глембочинской, Долосчанской, Дубровской и Лавровской волостями к 1 июля 2010 года было образовано новое муниципальное образование «Себежское», куда и вошла деревня Ломы.

## Население
| 2001 | 2002 | 2010 |
| ---- | ---- | ---- |
| 20   | ↗25  | ↘11  |

Согласно результатам переписи 2002 года, в национальной структуре населения русские составляли 100 % от общей численности в 25 чел..

## Инфраструктура
Личное подсобное хозяйство.

## Транспорт
Деревня доступна по автомобильной дороге общего пользования местного значения «Борисенки — Ломы» (идентификационный номер 58-254-870 ОП МП 58Н-029), протяжённостью 5,3 км.